# 가치 (경제)
가치(價値)는 경제에서 재화의 유용성과 가격을 나타내는 말이다.

## 개요
경제에서 가치는 경제 활동의 근본적인 원인과 활동의 결과를 설명하는 개념이다. 사람들이 어떠한 재화를 구입하는 것은 그 재화가 필요하기 때문이며, 이러한 필요를 충족시키는 것을 그 재화의 가치라고 표현할 수 있다. 또한 재화는 시장에서 상품으로 거래되며 각각의 상품은 가격을 형성한다. 이러한 가격을 결정하는 것을 그 상품의 가치라 할 수 있다.

## 화폐가치
화폐의 교환가치, 즉 화폐의 구매력과 같다. 화폐 한 단위를 가지고 살 수 있는 재화 및 용역의 수량을 의미한다. 따라서, 화폐 한 단위와 교환되는 재화 및 용역의 단위 비율이라고 생각할 수가 있다. 재화 및 용역과 화폐와의 교환비율을 화폐의 단위수로 나타낸 것이 물가지수이므로 화폐가치, 즉 화폐의 구매력은 물가지수의 역수로 나타내게 된다. 결국, 물가가 오르면 화폐가치는 하락하고 반대로 물가가 내리면 화폐가치는 상승한다.

## 가치에 대한 입장
데이비드 리카르도, 애덤 스미스 등의 고전경제학 학자들은 가치란 재화의 생산에 투여된 총 노동량이라는 노동가치설을 주창하였다.
신고전경제학의 가치에 대한 설명은 한계효용설과 생산비설을 특징으로 한다. 신고전경제학의 학자들은 한계효용에 의한 수요의 변동과 생산비 변동에 의한 공급의 변동에 의해 가치가 결정된다고 주장한다.
마르크스주의에서는 사용가치와 교환가치를 엄격히 구분한다. 가격은 인간의 욕구에 의한 사용가치가 아니라 매매의 척도인 교환가치에 의해 결정되며 이것은 상품에 투여된 총 노동량에 의한다는 고전경제학의 입장에서 출발하나 이러한 가격에 포함된 이윤이 투여된 노동량의 일부를 착취한 결과라는 입장을 취함으로서 고전경제학을 비판한다.

## 효용가치설과 노동가치설
효용가치설은 인간의 주관적 만족의 정도를 상품 가치의 기준으로 삼는다. 이 설은 근현대 경제학에서 주류로 인정받는다.
노동가치설은 상품의 가치는 그 상품을 생산한 노동이 만들어내고, 가치의 크기는 상품을 생산하는데 필요한 노동시간이 결정한다는 학설이다. 이 노동가치설은 애덤 스미스부터 내려오는 고전파 경제학에서 사용하던 가치설이며 카를 마르크스 또한 이러한 노동가치설의 입장에서 자본주의의 역사적 특수성을 분석했다.

## 연관 항목
- 노동가치론
- 시장
- 상품
- 가격
- 가치의 역설

## 같이 보기
- 가치의 역설
- 효용
- 가치 웹